# 联合国安全理事会第1701号决议
聯合國安理會1701號決議是指聯合國安全理事會於2006年8月11日一致通过的一项决议針對當時中東的政治局勢而作出的一項決議案。由於內容主要是呼籲黎巴嫩真主黨及以色列國防軍停戰，故又稱為以黎和平決議。
根據決議，它授權聯合國在黎巴嫩南部部署一支一萬五千人的維和部隊，又要求解除黎巴嫩境內所有民兵組織的武裝，同時要求無條件釋放兩名被扣押的以色列士兵埃胡德‧戈德瓦塞爾和伊利達‧雷吉夫。